# Pedro el Ibérico
Pedro el Ibérico (en idioma georgiano: პეტრე იბერი) (c. 417-491) fue un príncipe real de la Iberia del Cáucaso, teólogo y filósofo georgiano que fue una figura prominente en el cristianismo primitivo y uno de los fundadores del neoplatonismo cristiano. Algunos han afirmado que es el autor de las obras escritas bajo el seudónimo de Pseudo Dionisio Areopagita.
Sus logros incluyen la fundación del primer monasterio georgiano en Belén y el convertirse en obispo de Majuma, cerca de Gaza. En las antiguas escrituras de Inscripciones de Bir el-Qutt georgiano mencionan a Pedro con su padre.

## Biografía
Nació en la dinastía real cosroide de los reyes de Iberiar (Este de Georgia), y fue llamado inicialmente Murvan, príncipe de Iberia-Kartli. Su padre, el rey Bosmarios de Iberia, invitó al célebre filósofo Mitrídates de Lazica a participar en la educación de Murvan. Durante un tiempo, el niño permaneció oculto para no ser entregado como rehén a los persas. En el 423, a la edad de unos cinco años, el príncipe fue enviado como rehén político a Constantinopla para asegurar la lealtad de Iberia a los bizantinos y no a los persas, donde recibió una brillante educación bajo el patrocinio personal de la emperatriz romana Elia Eudocia, esposa de Teodosio II.
Según su biógrafo, Juan Rufus, Pedro se negó a escribir o a recibir cartas de su casa para que no se debilitara su disciplina ascética. Cuando tenía unos veinte años, el joven príncipe, junto con su mentor Mitradates, abandonó el palacio y escapó para hacer una peregrinación a Palestina, donde se hizo monje en Jerusalén bajo el nombre de Pedro. En el 430, fundó su propio monasterio en Belén (más tarde conocido como el Monasterio Georgiano de Belén). En el año 445 fue ordenado sacerdote. Acompañado por Mitradates (ahora llamado John), viajó a través de varios países del Cercano Oriente y finalmente se estableció en Majuma, cerca de Gaza. En el año 452, sirvió como obispo de Majuma durante seis meses antes de que algunos cristianos fueran desterrados por decreto del gobernante local. Pedro escapó a Egipto pero regresó a Palestina una década después. Obtuvo numerosos seguidores y discípulos. Según las fuentes medievales, fue autor de varias obras religiosas famosas. Sin embargo, ninguna de ellas sobrevivió para ser escrito bajo el nombre de Pedro. Murió en Yavneh-Yam, puerto de la antigua Yavne
(Iamnia), en el 491 y fue enterrado en su monasterio cerca de Gaza.
Varias Iglesias orientales piensan que se desvió del cristianismo calcedonio. Estas Iglesias (armenia, copta, etc.) creen que Pedro el Ibérico era un monofisita y un anti-caldeo, mientras que esta visión no es compartida por la Iglesia ortodoxa georgiana. Aunque sus biografías no tratan este tema, algunos de los estudiosos que están del lado de las fuentes armenias aceptan la idea de que él era un anti-caldeo, mientras que otros no. Por ejemplo, David Marshall Lang cree en la posibilidad de que era un monofisita, mientras que Shalva Nutsubidze (Georgia, 1942), y Ernest Honingmann (Bélgica, 1952), creen que era un filósofo neoplatónico. La Vita de Pedro fue escrita por su discípulo, Juan Rufus (Juan de Bet Rufina), más tarde su sucesor como obispo de Maiuma.